# Aeroport de Terol
L'Aeroport de Teruel - Caudé (codi IATA: TEV codi ICAO: LETL), o Plataforma Aeroportuària - Teruel PLATA és un aeroport situat al terme municipal de Caudé, a la província de Terol, Espanya, i que es troba en servei des de febrer de 2013. És el major centre de manteniment, emmagatzematge de llarga durada i reciclat d'aeronaus d'Europa.
L'aeroport està establert sobre les instal·lacions de l'antiga Base Aèria de Caudé de l'Exèrcit de l'Aire la qual, després de quedar-se obsoleta, va ser venuda a l'Ajuntament de Terol. L'Ajuntament de Terol i la Diputació General d'Aragó són els promotors d'aquest projecte i van crear l'any 2007 el Consorci de l'Aeroport de Terol, una entitat pública participada al 60 % per la Diputació General d'Aragó i al 40 % per l'Ajuntament de Terol.

## Instal·lacions
Té una pista de nova construcció de 2825 metres de llarg, una plataforma de manteniment d'avions de 100000 m², i una plataforma d'estacionament de 120 hectàrees, la més gran d'Europa. La pista permet l'enlairament de vols suborbitals. Compta amb una zona industrial de 33 ha per a la implantació d'empreses.
Disposa d'un hangar amb capacitat fins un B747, un altre hangar amb capacitat fins a un Airbus A320 o un B737, 3 hangars d'aviació executiva i hi ha projectada la construcció d'un hangar doble amb capacitat d'un Airbus A380, que serà un dels més grans d'Europa.
L'aeroport està comunicat per carretera a través de la N-234 i de l'A-23.